# Нижний Имбак
Нижний Имбак — река в Туруханском районе Красноярского края. Длина реки — 232 км, площадь водосборного бассейна — 2230 км². Впадает в реку Енисей справа, на 1214 километре от его устья.

## Данные водного реестра
По данным государственного водного реестра России относится к Енисейскому бассейновому округу, речной бассейн реки Енисей, речной подбассейн реки — Енисей между впадением Подкаменной Тунгуски и Нижней Тунгуски, водохозяйственный участок реки — Енисей от впадения реки Подкаменной Тунгуски до впадения реки Нижняя Тунгуска.
По данным геоинформационной системы водохозяйственного районирования территории РФ, подготовленной Федеральным агентством водных ресурсов:
- Код водного объекта в государственном водном реестре — 20030100412118100013282
- Код по гидрологической изученности (ГИ) — 118101328
- Код бассейна — 20.03.01.004
- Номер тома по ГИ — 18
- Выпуск по ГИ — 1